# Morge (affluent de l'Isère)
Pour les articles homonymes, voir Morge.
La Morge est une rivière du sud-est de la France, dans le département de l'Isère, en région Auvergne-Rhône-Alpes et un affluent de l'Isère, donc un sous-affluent du Rhône. C'est un cours d'eau de première catégorie.

## Géographie

### Source
De 27,1 km de longueur, la Morge prend sa source dans les marais de Saint-Aupre à l'altitude de 800 mètres environ, à proximité du tourniquet de Pierre Chave et du col du Pilori.

### Description

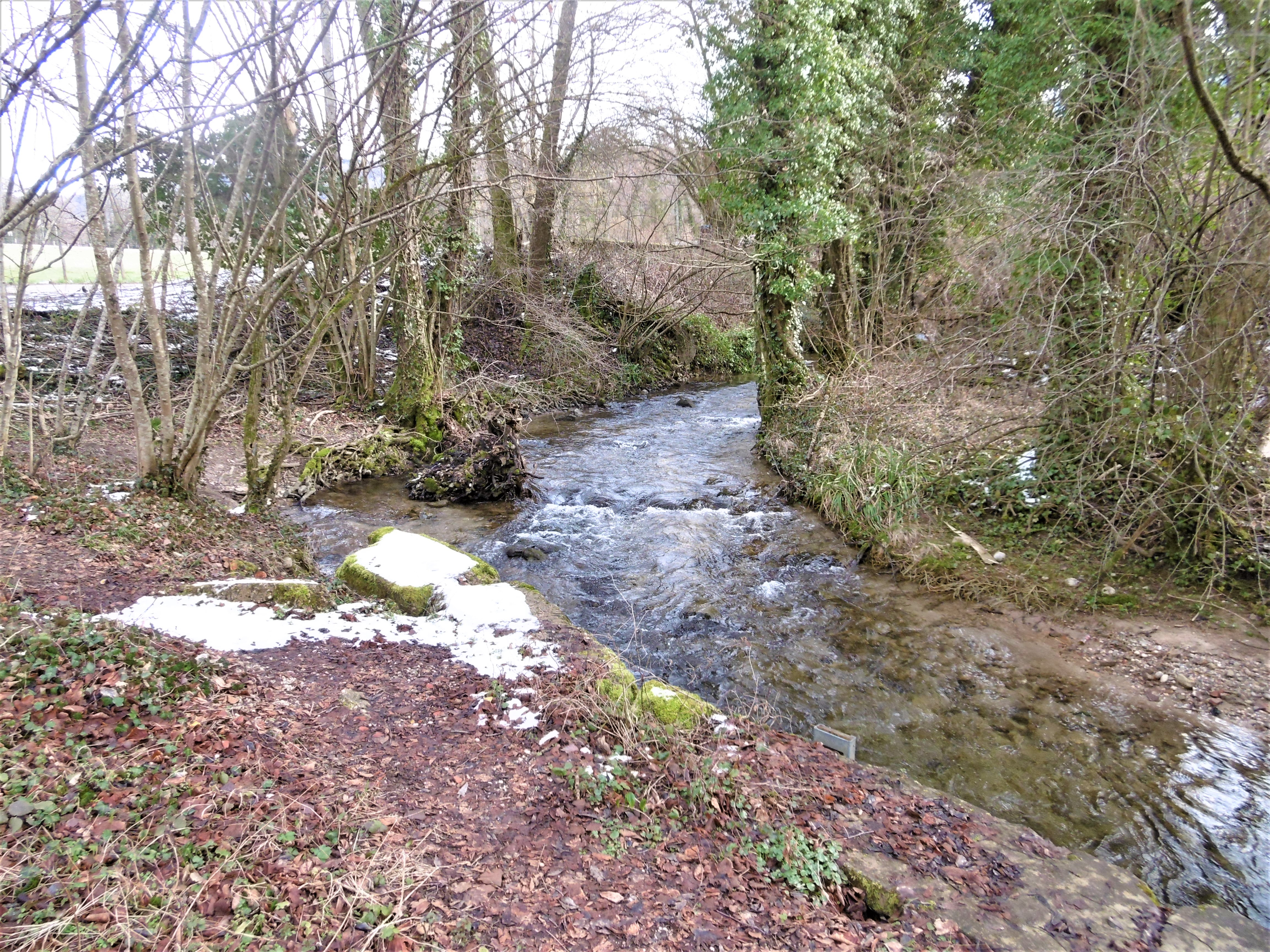
La Morge à Saint-Aupre.

Cette rivière, encore sous la forme d'un ruisseau, se dirige ensuite dans la direction du sud sud-ouest en empruntant une vallée encaissée et limitée à l'est par les contreforts calcaire du plateau du Grand-Ratz et à l'ouest par des collines miocènes.
La Morge traverse ensuite des gorges taillées dans les anciennes moraines glaciaires de l'ancien glacier de Grésivaudan, sous la montagne de Vouise située sur la commune de Voiron. Elle traverse ensuite la ville de Voiron, puis de Moirans, et traverse la plaine de l'Isère où elle reçoit l'eau de ses affluents. Elle se jette dans l'Isère au niveau de Saint-Quentin-sur-Isère, à l'altitude de 180 mètres.
Arrivé en zone urbaine, de nombreux ouvrages s’échelonnent le long du cours de cette rivière, tels que des ponts et des seuils pour prises d’eau. Trois tronçons de la Morge sont couverts, à Voiron, sur 350 mètres de longueur dans le centre-ville, 50 mètres de longueur dans le quartier de Paviot et enfin à Moirans, sur 200 mètres de longueur.
Durant la plus grande partie de son cours, la Morge est un cours d’eau relativement encaissé jusqu’à la plaine Moirans, ce qui explique que les zones inondables identifiées soient relativement limités, même s'il existe des phénomènes de crues importantes. À l’aval de la ville de Moirans, l’aplanissement de la vallée induit une aire d’inondation nettement plus vaste.
Le bassin versant est de 71 km2 au Pont du Rosey à Moirans.

## Principaux affluents
- le ruisseau de Brassière du Rebassat : 8 km[6]
- le ruisseau de Saint-Nicolas-de-Macherin : 6 km[7]
- la Mayenne : 3,9 km[8]
- la Fure : 25 km (qui rejoint le canal de la Morge)

## Départements, cantons et principales villes traversés
Dans le département de l'Isère (arrondissement de Grenoble) : 
- Canton de Voiron :

Saint-Aupre, Saint-Étienne-de-Crossey, Coublevie, Voiron.
- Canton de Tullins :

Saint-Jean-de-Moirans, Moirans, Vourey, Tullins

## Hydrologie

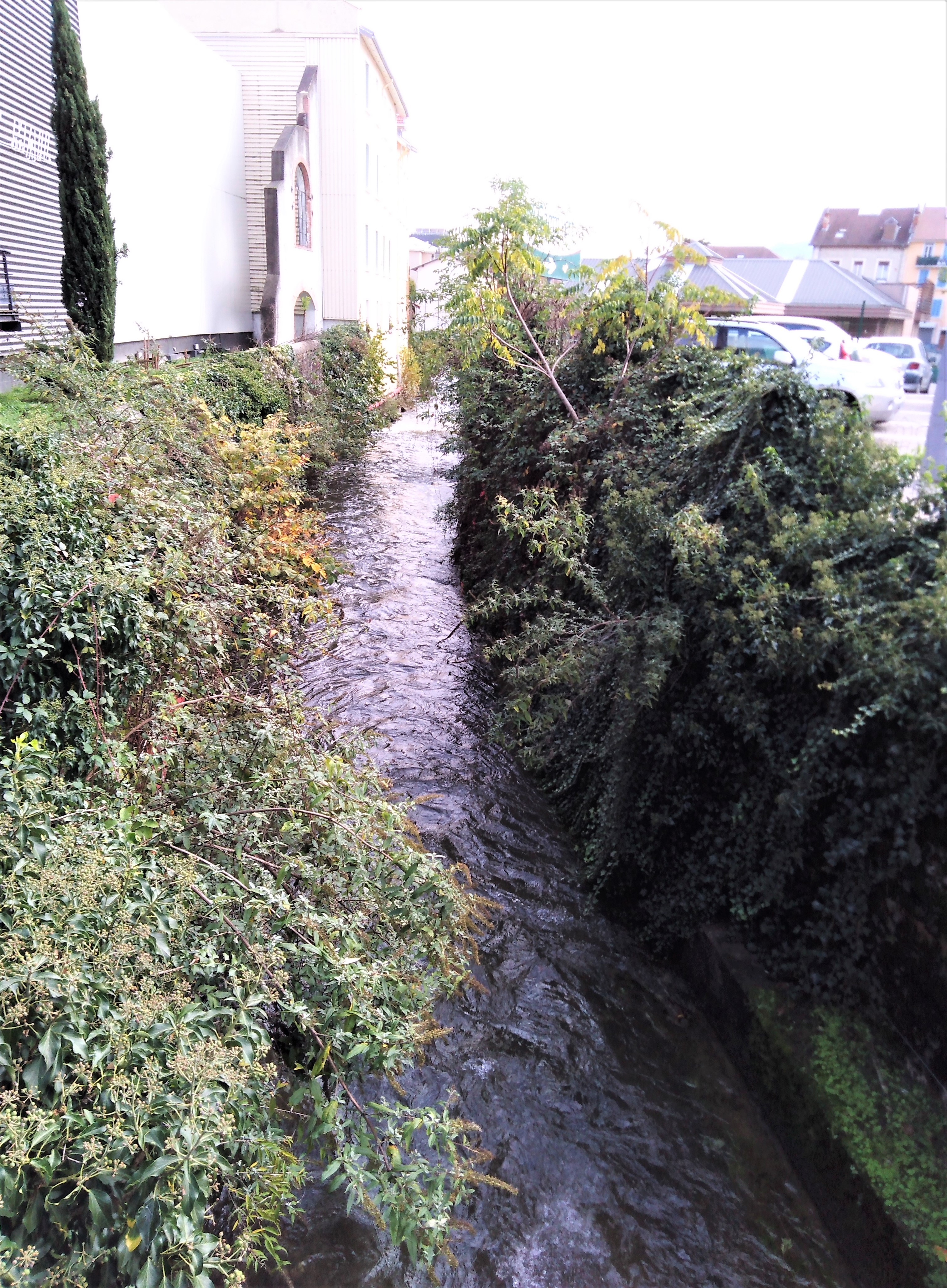
La Morge à Voiron.

La Morge a un caractère torrentiel, c'est-à-dire qu'elle peut rapidement changer de débit et provoquer des crues-éclair importantes. Ainsi de nombreuses inondations ont dévasté Voiron et Moirans à la fin du XIXe siècle. D'autres inondations, moins importantes mais plus nombreuses, ont également eu lieu.
L'organisme gestionnaire est le "Syndicat Intercommunal Morge et affluents", basé à Moirans.
Dans la nuit du 5 au 6 juin 1897, une crue historique de la Morge a touché la ville de Voiron. Bien qu'aucune donnée précise n'ait été publiée, une plaque précisant la hauteur des eaux, estimée à environ six mètres, a été apposée place de la République, devant l’église Saint-Bruno.
Cette crue a entrainé des dégâts matériels avec une dizaine de ponts et plusieurs maisons détruites, sans compter les fabriques endommagées le long du cours d’eau ainsi qu'une victime et de nombreux sinistrés,.

## Canal de la Morge
À partir de Tullins, la Morge est déviée et longe l'Isère sur 8 km. Le canal de la Morge reçoit la Fure en rive  droite et conflue avec l'Isère à Poliénas.

## Usage actuel et écologie
La Morge a permis le développement industriel des communes traversées, grâce à son débit et sa vitesse d'écoulement. Ainsi de nombreuses papeteries et usines textiles ont été créées au XIXe siècle. Elles ont aujourd'hui disparu.
La Morge était régulièrement polluée par les usines à l'époque industrielle. Aujourd'hui, la principale pollution est due aux déchets des riverains incivilisés ainsi qu'aux crues qui emportent tout sur leur passage. Une fois par an, la commune de Moirans opère au nettoyage de ses berges, véritable écosystème abritant des poissons comme la truite, ou le barbeau.
Un important dispositif de digues et de bassin de contrôle est mis en place dans la plaine de l'Isère, afin de prévoir des crues qui inonderaient les habitations dans cette même plaine, dans les lieux-dits les Îles.
La Morge sert d'irrigation pour les agriculteurs et les particuliers disposant du droit de pompage en bordure de propriété.